# Município de Springfield (condado de Ross, Ohio)
O município de Springfield (em inglês: Springfield Township) é um município localizado no condado de Ross no estado estadounidense de Ohio. No ano de 2010 tinha uma população de 2.657 habitantes e uma densidade populacional de 33,3 pessoas por km².

## Geografia
O município de Springfield encontra-se localizado nas coordenadas 39° 21′ 23″ N, 82° 54′ 34″ O. Segundo a Departamento do Censo dos Estados Unidos, o município tem uma superfície total de 79.79 km², da qual 78,82 km² correspondem a terra firme e (1,21 %) 0,97 km² é água.

## Demografia
Segundo o censo de 2010, tinha 2.657 habitantes residindo no município de Springfield. A densidade populacional era de 33,3 hab./km². Dos 2.657 habitantes, o município de Springfield estava composto pelo 95,71 % brancos, o 1,51 % eram afroamericanos, o 0,49 % eram amerindios, o 0,56 % eram asiáticos, o 0,19 % eram de outras raças e o 1,54 % eram de uma mistura de raças. Do total da população o 0,26 % eram hispanos ou latinos de qualquer raça.